# Resolutie 1297 Veiligheidsraad Verenigde Naties
Resolutie 1297 van de Veiligheidsraad van de Verenigde Naties werd unaniem door de VN-Veiligheidsraad aangenomen op 12 mei 2000. De resolutie veroordeelde het geweld dat opnieuw was uitgebruiken tussen Eritrea en Ethiopië, die een grensconflict uitvochten.

## Achtergrond
Na de Tweede Wereldoorlog werd Eritrea bij Ethiopië gevoegd als een federatie. In 1962 maakte keizer Haile Selassie er een provincie van, waarop de Eritrese Onafhankelijkheidsoorlog begon. In 1991 bereikte Eritrea na een volksraadpleging die onafhankelijkheid. Er bleef echter onenigheid over een aantal grensplaatsen. In 1998 leidde een grensincident tot een oorlog waarbij tienduizenden omkwamen. Pas in 2000 werd een akkoord bereikt en een 25 kilometer brede veiligheidszone ingesteld die door de UNMEE-vredesmacht werd bewaakt. Een gezamenlijke grenscommissie wees onder meer de stad Badme toe aan Eritrea, maar jaren later werd het gebied nog steeds door Ethiopië bezet.

## Inhoud

### Waarnemingen
Er waren nieuwe gevechten uitgebroken tussen Eritrea en Ethiopië. Die hadden ernstige gevolgen voor de bevolking van beide landen en de stabiliteit van de regio. Het was van belang dat het conflict vreedzaam werd opgelost.

### Handelingen
De nieuwe gevechten werden sterk veroordeeld. De Veiligheidsraad eiste dat zo snel mogelijk nieuwe gesprekken begonnen onder leiding van de OAE. De Raad zou binnen de 72 uur opnieuw bijeenkomen om verdere stappen te zetten. Ten slotte werden beide partijen opgeroepen de veiligheid van de bevolking te garanderen en de mensenrechten te respecteren.

## Verwante resoluties
- Resolutie 1226 Veiligheidsraad Verenigde Naties (1999)
- Resolutie 1227 Veiligheidsraad Verenigde Naties (1999)
- Resolutie 1298 Veiligheidsraad Verenigde Naties
- Resolutie 1312 Veiligheidsraad Verenigde Naties

Lijst ·  1285 ·  1286 ·  1287 ·  1288 ·  1289 ·  1290 ·  1291 ·  1292 ·  1293 ·  1294 ·  1295 ·  1296 ·  1297 ·  1298 ·  1299 ·  1300 ·  1301 ·  1302 ·  1303 ·  1304 ·  1305 ·  1306 ·  1307 ·  1308 ·  1309 ·  1310 ·  1311 ·  1312 ·  1313 ·  1314 ·  1315 ·  1316 ·  1317 ·  1318 ·  1319 ·  1320 ·  1321 ·  1322 ·  1323 ·  1324 ·  1325 ·  1326 ·  1327 ·  1328 ·  1329 ·  1330 ·  1331 ·  1332 ·  1333 ·  1334